# Atakapan

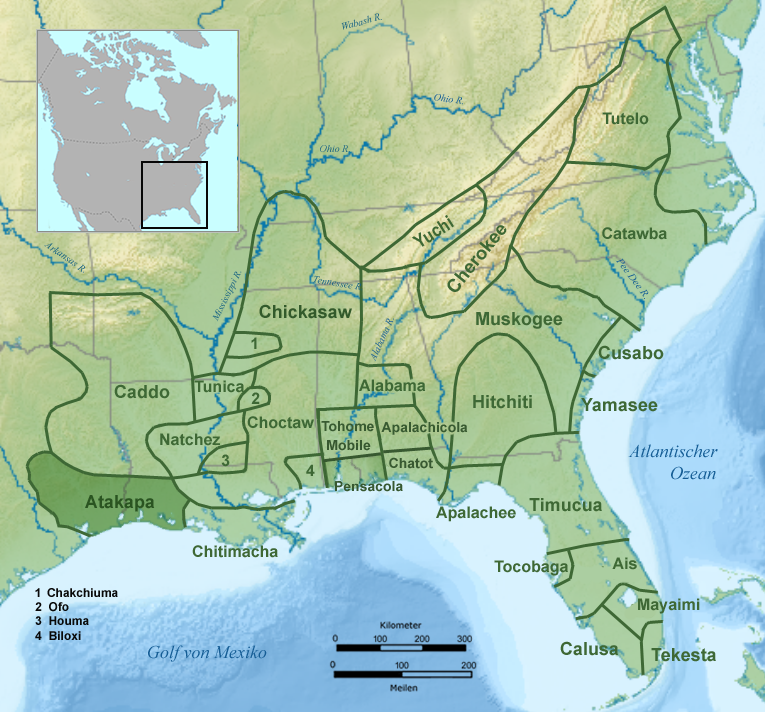
Indianstammar på 1600-talet

Atakapa är en nordamerikansk indianstam. Namnet har också stavats som Attakapa, Attakapas eller Attacapa. Atakapan är benämningen på en person som talade språket Atakapa. 
De levde i det sydöstra kulturområdet, de delar som idag utgör USA:s sydstater ("Southeastern Woodlands") och levde historiskt sett längs Mexikanska Golfen.
Atakapa kallade sig själva Ishak, vilket översätts till "Folket". Inom stammen identifierade Ishak sig som "Soluppgångens folk" och "Solnedgångens folk". Atakapa var namnet som Choctawerna använde på Ishak. Ordet betyder människoätare, då Ishak sägs ha ägnat sig åt rituell kannibalism.  
Stammen decimerades kraftigt av infektionssjukdomar som européerna förde med sig från Europa. En del överlevde dock och det lever idag ättlingar till Ishak i Louisiana och Texas.